# داشمینا اپازیلا
داشمینا اپازیلا (به لاتین: Dashmina Upazila) یک منطقهٔ مسکونی در بنگلادش است که در ناحیه پتوکالی واقع شده‌است. داشمینا اپازیلا ۳۵۱٫۷۴ کیلومتر مربع مساحت و ۱۰۶٬۵۳۹ نفر جمعیت دارد.